# Famille Van der Cruisse de Waziers

La famille Van der Cruisse de Waziers est  une famille subsistante de la noblesse française originaire de Menin en Belgique, anoblie en 1741 par une charge de secrétaire du roi au parlement de Douai.
Au XVIIe siècle, une branche s'établit à Lille, y prospère, intègre les notabilités et accède à la bourgeoisie de la ville. En 1756, un de ses membres acquiert la seigneurie de Waziers dont elle ajoute alors le nom au sien. Elle obtient un titre de comte romain par bref pontifical du 24 juillet 1877 et appartient ainsi depuis cette date à la noblesse pontificale.

## Histoire
Selon l'historien belge Félix-Victor Goethals, les Van der Cruisse sont une branche d'une famille Van den Cruyce (De la Croix) implantée au XVIe siècle à Anvers, où plusieurs membres deviennent échevins, puis bourgmestres de la ville. Ils sont anoblis fin XVIe - début XVIIe siècle.
D'après cet auteur, au XVIe siècle un van den Cruyce passa d'Anvers à Gand puis à Menin à la suite de sa conversion au protestantisme. Goethals a dressé la généalogie de la famille. Il note que plusieurs membres ont été bourgmestres de Menin, mais un ouvrage relatif à l'Histoire de Menin ne l'évoque pas. Lors de ce même siècle, les descendants du fils aîné du premier Meninois se sont établis en Angleterre. Il ajoute qu'au début du XVIIe siècle , un Van den Cruyce bourgmestre à Menin transforme son nom en Van den Cruisse, puis ses successeurs le feront évoluer en Van der Cruisse, orthographe adoptée par ceux établis en France à Lille. Ce bourgmestre se convertit à la religion catholique, qui restera la religion de la famille.
Les Van der Cruisse s'installent à Lille au XVIIe siècle et y prospèrent. Ses membres y achètent la bourgeoisie de Lille, s'intègrent aux notables de la cité et occupent des fonctions au service de la ville (échevin et du roi.
Arnould-Hugues-Joseph Van der Cruisse (1712-1793), bourgeois de Lille, est anobli en 1741 par l’acquisition d'une charge de conseiller secrétaire du roi en la chancellerie du parlement de Flandres à Douai et devient seigneur de Waziers par l'achat de cette terre en 1756.
L'un de ses membres, Arnould-Philippe-Joseph Van der Cruisse de Waziers (1749-1825), est élu conseiller municipal de Lille en 1790 mais démissionne rapidement et part en émigration. Il perd  une partie de ses biens, dès lors confisqués.
Arnould-Joseph-Marie-Louis Van der Cruisse de Waziers (1820-1907) devient camérier du pape Pie IX et obtient le titre de comte romain  par bref pontifical du 24 juillet 1877.
Deux frères, sont morts pour la France, en participant aux deux Guerres mondiales ou à leurs suites.
Le maréchal Philippe Leclerc de Hauteclocque avait pour mère Marie-Thérèse Van der Cruisse de Waziers, épouse d'Adrien-François-Marie de Hauteclocque, maire de Belloy-Saint-Léonard.
Plusieurs membres de la famille sont maires de la commune de Lignières-en-Vimeu (dont la titulaire depuis 1995), où elle s'implante à la suite d'un mariage en 1866. L'église de la commune contient une pierre tombale rappelant le souvenir de plusieurs d'entre-eux.
La famille van der Cruisse de Waziers, anoblie en 1741 par une charge de secrétaire du roi en la chancellerie du parlement de Flandres à Douai, a été admise au sein de l'association d'entraide de la noblesse française en juin 2015.

## Généalogie
Félix-Victor Goethals et Paul-Denis du Péage donnent la généalogie suivante de cette famille :
- Roger Van den Cruyse Ier épouse Sara Broeckmans[5].
  - François Van den Cruyce Ier, fils de Roger Ier, prend pour femme Catherine Braem. Il est tuteur de Marie Braem. Il relève un fief situé à Geluwe, relevant de la seigneurie d'Hooghenwalle. Il aurait adopté en secret la religion protestante, raison pour laquelle il va vivre à Gand puis à Menin[5].
    - Guillaume Van den Cruyce, fils de François Ier, fait en 1565 le démembrement du fief situé à Geluwe, en tant qu'héritier de Marie Braem. Ses descendants s'établissent en Angleterre[5].
    - Roger Van den Cruyce II, fils de François Ier, est bourgmestre de Menin en 1557[12]. Il se marie avec Jeanne Blomme.
      - Marie-Jacqueline Van den Cruyce, fille de Roger II, a fait faire son portrait habillée comme une fille de Loth[5].
      - Gilbert ou Gisbert Van den Cruyce Ier, fils de Roger II, devient bourgmestre de Menin en 1614. Il épouse Wilhelmine Courten, fille d'Adrien et de Laurence Bresbroeck. Il est le premier à signer Van den Cruisse. Des descendants ont changé cette signature en Van der Cruisse, orthographe adoptée par les successeurs établis à Lille[2].
        - Marie Van den Cruyce Ire (   -1639), fille de Gilbert Ier, meurt le 3 avril 1639 à Menin. Elle épouse Thierry van Ackere (1575-1620), né en 1575 à Menin, brasseur, échevin de Menin. Il décède à Menin le 21 janvier 1620, âgé de 45 ans. Elle se remarie en 1621 avec Philippe Puetevin, seigneur de Ter Beke, brasseur, échevin et en 1642, bourgmestre de Menin[12].
        - Gilles Van Den Cruyce (1620-   ), fils de Gilbert II, nait le 20 août 1620. Il devient récollet sous le nom de Théodore au couvent de Bruges en 1669.
        - Roger Van den Cruyce III, fils de Gilbert II, est également récollet à Bruges en 1658[2].
        - Michel Van den Cruyce Ier (   -1641), fils de Gilbert Ier, devient bourgmestre de Menin. Il se convertit au catholicisme, religion conservée par ses descendants. Il meurt le 25 décembre 1641. Il épouse le 6 février 1602 Louise de Braye, morte sans enfants, puis il prend pour femme Catherine Nutten, fille de Pierre et de Catherine Rousseau. L'épouse meurt chez son fils Michel III, installé à Lille, le 3 novembre 1662. Michel Ier est inhumé dans l'église de Menin sous une pierre tumulaire avec figures et armoiries[2],[13].
          - Michel Van der Cruisse III (1633-1707) est le premier à porter le nom  Van der Cruisse. Fils de Michel Van den Cruyce  Ier, il nait à Menin en 1633, vient s'établir à Lille, devient marchand, achète la bourgeoisie de Lille le 7 novembre 1659, détient le fief de Wrete à Fives[14] et meurt à Lille le 15 juillet 1707, à 74 ans. Il épouse le 29 janvier 1668, Marie de Lobel ou Delobel (1640-1704), fille d'Antoine, seigneur de la Taillanderie, et de Marie Bondifflart ou Boudifflart. L'épouse baptisée à Lille le 11 novembre 1640, y meurt le 4 novembre 1704 à 63 ans[15],[13].
            - Michel Van der Cruisse IV (1669-1747), fils de Michel III, est seigneur de la Taillanderie. Né le 13 mars 1669 ou le 16 mars 1669, il devient licencié es lois, bourgeois de Lille le 7 décembre 1708, conseiller référendaire (magistrat) près du Parlement de Flandres au service du roi de France le 7 janvier 1738[16] et le reste jusqu'à son décès[17]. Il meurt le 12 juin 1747, à 78 ans, est inhumé dans la chapelle Sainte-Barbe de l'église Saint-Étienne de LIlle. Il prend pour femme le 22 juillet 1708  (ou le 23 juillet) Marie-Jeanne Cardon (1670-1741), fille de Philippe; seigneur du Bourg et de Marie-Jeanne Fruict. L'épouse, morte sans enfants, baptisée à Lille le 15 mai 1670, est enterrée auprès de son mari le 15 juin 1741, à l'âge de 71 ans[13],[12].
            - Hugues Van der Cruisse (1674-1731), fils de Michel III, seigneur de la Maquellerie, détenteur du fief Wrete à Fives en 1704[14], nait le 6 mars 1674. Il commence une carrière d'ecclésiastique : nommé chanoine de la collégiale Saint-Pierre de Lille le 30 septembre 1697[18], il renonce à la vie religieuse avant d'avoir reçu les ordres, entre dans la vie civile, devient marchand, bourgeois de Lille le 26 février 1711, échevin de la ville de 1710 à 1731. Il meurt le 7 janvier 1731 ou le 13 janvier, à 57 ans, est enterré dans l'église Saint-Maurice de Lille. Il épouse le 9 juillet 1710 Antoinette-Angélique van Ackere ou Vanacker (1684-1767), fille de Philippe et de Marie-Claire ou Hélène Herman. Baptisée à Lille le 27 octobre 1684 , l'épouse décède le 27 mai 1767, à 82 ans[13].
              - Julie-Josephe Van der Cruisse (1710-1778), fille d'Hugues, est dame de la Motte, Formeselle (Voormezele?), la Bouverie, détentrice du fief Wrete à Fives en 1731[14]. Baptisée à Lille le 10 août 1710, elle  meurt sans alliance le 18 septembre 1775, à 74 ans, est inhumée dans le caveau de famille chez les Grands Carmes (Église Saint-André de Lille)[15],[12].

            - Arnould Van der Cruisse Ier (1678-1719), fils de Michel III, nait le 2 novembre 1678, acquiert la bourgeoisie de Lille le 27 février 1703 et meurt le 3 octobre 1719. Connétable de la compagnie des arbalétriers, il épouse le 9 janvier 1703 Marie-Marguerite de Surmont (1683-1764), fille d'Antoine et de Marie-Marguerite Noiret. Née en janvier 1683, l'épouse meurt à Lille le 12 novembre 1764, à 81 ans, sans postérité.
            - Antoine-Michel Van der Cruisse (1680-1762), fils de Michel III, écuyer, nait à Lille le 29 septembre 1683 et meurt célibataire le 14 juillet 1762 à 78 ans. Avec lui, la seigneurie de Waziers entre dans les possessions familiales. Conseiller secrétaire du roi par lettres données à Paris le 10 décembre 1728, il hérite de sa sœur Julie-Joseph, est seigneur de la Motte, Formeselles, Waziers, Wervick. Il est enterré dans le caveau qu'il a fait construire dans l'église des Carmes (Ordre du Carmel) de Lille, rue Royale, où un neveu et une nièce lui ont fait ériger un mausolée[15], avec une inscription en latin[19]. L'église devenue l'église Saint-André de Lille va accueillir le caveau de la famille[15],[13], enlevé en 1899[19]. Fortuné, il se montre généreux avec les déshérités : la pierre tombale porte l'inscription suivante : « Vénéré pour ses immenses aumônes, ses dons considérables aux hôpitaux et aux églises[20] ». Le bâtiment lillois des Hospices et du Bureau de bienfaisance contenait les portraits des principaux bienfaiteurs, dont Antoine-Michel, qui à sa mort a fait un legs de 10 000 francs, à charge d'un obit annuel[21]. La pierre tombale d'Antoine-Michel se trouve actuellement dans l'église de Lignières-en-Vimeu[10].
              - Arnould-Hugues (Arnould-Hugues-Joseph) Van Der Cruisse (1712-1793), écuyer, hérite de son oncle Antoine-Michel, les seigneuries  de Waziers, de Wervick, La Motte, La Marquellerie, etc. Fils d'Hugues, il est baptisé à Lille le 21 février 1712, et fait ses études au collège Louis-Le-Grand alors tenu par les Jésuites[22]. Il devient bourgeois de Lille le 16 février 1742. Il est anobli par une charge de conseiller secrétaire  du roi attribuée par lettres du 4 août 1741, il devient conseiller honoraire le 13 octobre 1761[23], il est convoqué aux assemblées des nobles de Flandre par ordonnance du 3 octobre 1761. Il enrichit fortement la bibliothèque familiale[22]. II a été un collectionneur qui a fait faire son portrait et celui de son épouse par un peintre lillois, et possède un dessin dédicacé en 1787[24] par le peintre Wicar, conservé au musée des Beaux-Arts de Lille[25]. Lors de l'expulsion des Jésuites en 1762, il sauve leur bibliothèque. Elle leur sera rendue lorsqu'ils s'établissent en 1814 à l'Abbaye de Saint-Acheul. Il est l'auteur de deux ouvrages[22] : Histoire chronologique et généalogique de la chancellerie établie en 1680, parue en 1752, et Histoire chronologique et généalogique du bureau des finances et généralité établies en la ville de Lille, parue en 1772[26]. Il participe à l'assemblée générale des trois ordres du ressort de la gouvernance de Lille réunie le 24 mars 1789 en vue de la convocation aux États généraux de 1789[27]. Il meurt à Lille le 21 avril 1793, à 81 ans. Il épouse à Lille le 19 novembre 1741 Michelle-Albertine Imbert (1712-1782), dite de Sénéchal, dame de Warenghien, de Martinsart, de Grimaretz, fille d'Albert Imbert, écuyer, seigneur de Sénéchal, de Warenghien, lieutenant civil et criminel de la gouvernance de Lille et de Marie-Anne Taviel. L'épouse nait en 1715 et meurt le 16 janvier 1782 à 67 ans. Elle est inhumée dans la caveau seigneurial à Waziers[28],[15],[10]. Le caveau de l'église Saint-André de Lille mentionne les noms d'Arnould-Hugues, de sa femme, et de leurs descendants[19].
                - Angélique (Angélique-Albertine-Josephe) Van der Cruisse (1742-1783), fille d'Arnould-Hugues, nait le 19 août 1742 à Lille et meurt à Paris, douairière de son mari. Elle est inhumée dans l'église Saint-Gervais de Paris. Elle se marie le 2 décembre 1765 à Lille avec Jacques (Jacques-Louis) de Gillès (1728-1783), chevalier du Saint-Empire, membre des États de la noblesse de la Flandre gallicane en 1766, veuf de Gertrude-Marie Roest. Il nait le 30 décembre 1728 à Amsterdam, fils de Philippe, seigneur de Menquedorne ou Maquedome, et de Marie, comtesse Van der Hooch, devient bourgeois de Lille le 5 décembre 1766, et meurt à Paris le 21 mai 1783, à 54 ans, inhumé à Saint-Gervais[15],[28]
                - Arnould (Arnould-Philippe-Joseph) Van der Cruisse de Waziers II (1749-1825), écuyer, seigneur de Waziers. Fils d'Arnould-Hugues, baptisé à Lille le 5 juin 1749, né le 4. Il devient bourgeois de Lille le 15 février 1781 puis échevin de Lille. Il participe à l'assemblée générale des trois ordres du ressort de la gouvernance de Lille réunie le 24 mars 1789 en vue de la convocation aux États généraux de 1789[27]. Élu conseiller municipal de Lille le 26 janvier 1790, il démissionne le 11 novembre suivant, face à l'évolution de la Révolution française et prend le chemin de l'émigration et perdra en tant qu'émigré une notable partie de ses biens[29]. Il meurt le 11 juin 1825 et est enterré à Esquermes. Il épouse à Anvers le 5 décembre 1780 Isabelle (Marie-Isabelle-Aldegonde-Joseph ou Joséphine) Borrekens (1758-1836), fille de Jean-Charles-Joseph baron de Borrekens, chevalier du Saint-Empire, grand aumônier d'Anvers en 1759, conseiller de l'impératrice Marie-Thérèse, et d'Isabelle (Isabelle-Marie-Aldegonde) Goubau[28],[15],[10]. Le père de son épouse est l'arrière-petit-fils du peintre Pierre-Paul Rubens
                  - Charles-Michel (Charles-Michel-Hugues-Joseph) Van der Cruisse de Waziers (1785-1862), fils d'Arnould II, né à Lille le 7 mars 1785 et mort le 14 mars 1862, inhumé à Flers[30]. Il reçoit sa formation en Allemagne, pendant l'exil de ses parents[29]. Assidu aux offices et cérémonies Il montre une foi chrétienne profonde[31]. Il fait partie des principaux donateurs ayant participé à la reconstruction de l'église de Loos, et assiste à la pose de la première pierre en 1833[32]. .Doté d'une grande fortune à la suite de sa réussite dans différentes affaires, il se montre généreux avec les pauvres[33]. La plaque tombale de l'église de Lignières-en-Vimeu reprend à son sujet la même formule que pour son arrière grand-père Antoine-Michel : « Vénéré pour ses immenses aumônes, ses dons considérables aux hôpitaux et aux églises »[10]. L'éloge prononcé lors de son décès par le doyen de l'église Saint-André de Lille a été publié[34], le maréchal de Mac-Mahon assiste à la cérémonie religieuse, de même que le Préfet du Nord, le secrétaire général de la Préfecture, le maire de Lille et autres notables lillois[35]. Marié à Lille le 5 juillet 1813 à Adélaïde-Sophie le Mesre du Bruisle (1792-1872), fille d'Augustin-Joseph le Mesre, écuyer, seigneur du Bruisle et de Jeanne-Marie de Fourmestraux, sœur du député Alexandre-Ernest-Joseph Lemesre-Dubrulle[15],[28]. Un portrait de Charles est visible en ligne[36]. Il a reçu de son grand-père Borrekens  un coffre en argent et vermeil venant du peintre Rubens qui l'avait lui-même reçu du roi d'Espagne Philippe IV[37]. Charles et son épouse ont entrepris un voyage à l'occasion de l'entrée en pension dans la congrégation des Dames du Sacré-Cœur à Amiens de leurs filles aînées Marie et Mélanie. Ils en ont tenu le journal conservé dans les archives de Laprée[38].
                    - Marie (Marie-Aldegonde-Joseph) Van der Cruisse de Waziers II (1814-1884), fille de Charles-Michel, née à Lille le 30 octobre 1814 et morte à Brumetz (Aisne) le 10 décembre 1884. Ses parents la font entrer en pension dans la congrégation des Dames du Sacré-Cœur à Amiens. Mariée le 25 septembre 1839 à Anatole de Melun (1807-1888), ancien élève de Polytechnique, ancien officier d'artillerie, président du comité de la société de secours aux blessés de Lille chevalier de la Légion d'honneur[39], chevalier de l'ordre militaire de Léopold de Belgique, conseiller général, député du Nord[15],[40]
                    - Mélanie (Mélanie-Josèphe-Marie) Van der Cruisse de Waziers (1816-1906), fille de Charles-Michel, nait à Lille le 28 septembre 1816  (1815?) et y meurt le 12 mai 1906, à 89 ans. Ses parents la font entrer en pension dans la congrégation des Dames du Sacré-Cœur à Amiens. Elle épouse à Lille le 26 avril 1837 Arthur (Louis-Dominique-Arthur) de Lencqusaing (1809-1887), écuyer. Né à Aire-sur-la-Lys, le 20 avril 1809, mort à Lille le 24 janvier 1887, à 77 ans, il est le fils de Louis-Dominique-Joseph, écuyer, seigneur de Laprée (sur Quiestède), lieutenant au régiment de Picardie, émigré, membre de l'armée des émigrés, chevalier de Saint-Louis, et de Reine-Ferdinande-Eugénie de Lencquesaing[41], Les deux époux demeurent au château de Laprée sur Quiestède en 1877[42]. Ils sont inhumés à Quiestède[15],[40]. Le portrait de Mélanie Van der Cruisse de Waziers est visible en ligne[43].
                    - Céline (Céline-Marie-Isabelle-Josèphe) Van der Cruisse de Waziers (1818-1886), fille de Charles-Michel, née à Lille le 6 février 1818 et morte à Nielles-les Ardres le 30 octobre 1886, mariée le 7 août 1839 avec Pierre-Auguste Moullart de Vilmarest (1807-1899)[44].
                    - Alexandrine (Alexandrine-Josephe-Marie) Van der Cruisse de Waziers (1823-1903), fille de Charles-Michel, né le 20 août 1823 à Lille et morte le 21 juin 1903 dans la même ville, mariée le 11 mai 1846 à Lille avec Yves (Yves-Maurice-Charles-Sylvain) Du Hays (1820-1909). Son portait est visible en ligne[45]. Elle possédait des biens en Belgique et en Suisse[38]. Elle a été la marraine de la cloche de l'église d'Érin[46] où le couple demeure en 1877[42]. Une épitaphe au nom d'Alexandrine figure dans le cimetière d'Érin, sur une grande plaque portant les noms de personnes décédées relevant de la famille Du Hays, des vitraux de l'église portant les blasons des dites personnes ou familles[47]. Le couple, qui possède le château d'Érin, a également été parrain et marraine de la grosse cloche de l'église de Teneur[48]. Alexandrine Van der Cruisse de Waziers a fait donation en 1901 d'un terrain situé à la Barrière de Lezennes, quartier de la commune d'Hellemmes-Lille, afin qu'y soit érigée une chapelle dépendant de l'église paroissiale. Le conseil municipal s'était prononcé contre l'érection de cette chapelle. Le préfet et le gouvernement sont passés outre cet avis du conseil municipal[49].
                    - Louis Van der Cruisse de Waziers (1820-1907), fils de Charles-Michel, camérier du pape Pie IX, chevalier de l'ordre d'Isabelle la catholique, créé comte romain par bref pontifical du 24 juillet 1877, châtelain de Lignières-en-Vimeu où la famille de son épouse était implantée, maire de Lignières de 1892 à 1900. Marié à Léontine (Marie-Stéphanie-Léontine) du Passage (1841-1913).
                      - Pierre Van der Cruisse de Waziers, (1868-1933), comte romain, fils de Louis, exploitant agricole, chevalier d'honneur et de dévotion de l'ordre souverain de Malte en 1909 épouse Françoise (Donatienne-Françoise-Joséphine) de Sesmaisons (1877-1952). Il s'engage volontairement pour la durée de la Première Guerre mondiale à 46 ans, malgré un problème physique, devient maire de Lignières comme son père[50].
                      - Marie-Thérèse (Marie-Thérèse-Claire-Adèle-Joseph) Van der Cruisse de Waziers, née à Lille le 10 mars 1870 et morte le 11 mars 1956, à Belloy-Saint-Léonard. Elle épouse à Lignières-en-Vimeu le 6 mai 1890 Adrien (Adrien-François-Marie) de Hauteclocque (1864-1945), officier de cavalerie, engagé pendant la Première Guerre mondiale, maire de Belloy-Saint-Léonard[51]. Les deux époux sont les parents du maréchal de France Philippe Leclerc de Hauteclocque.
                        - François (François-Louis-Marie) Van der Cruisse de Waziers II (1900-1926), fils de Pierre, né à Niort le 2 décembre 1900 et mort tué au combat à Soueïda en Syrie, le 25 avril 1926, à 26 ans, en tant que sous-lieutenant au 21e régiment de spahis marocains[12]. Après ses études en partie à l'étranger dans des établissements catholiques, il obtient le certificat de préparation au service militaire (actuel Brevet de préparation militaire élémentaire) de cavalerie, le 30 janvier 1920. Appelé au service actif le 17 mars 1920, il bénéficie d'un sursis en tant qu'étudiant jusqu'en octobre. Rappelé en octobre, il rejoint le corps. Le 17 janvier 1921 Il s'engage volontairement pour cinq ans à la mairie de Versailles au titre du 11erégiment de cuirassiers. Il est admis à  l'École spéciale militaire de Saint-Cyr, en septembre 1922, contracte un engagement volontaire de 8 ans le 25 octobre 1922. Aux examens de sortie, est nommé sous-lieutenant le 1er octobre 1924 dans le même régiment de cuirassiers. Affecté au 31e régiment de dragons le 21 août 1925, il est volontaire en janvier 1926 pour rejoindre les troupes en Syrie. Il embarque pour la Syrie le 9 février 1926, rejoint le 21e régiment de spahis marocains, y est nommé sous-lieutenant le 26 février 1926, et trouve la mort au combat[52]. Il est inhumé dans l'église de Lignières-en-Vimeu, son nom figure sur le monument aux morts de la commune. Il a été fait chevalier de la Légion d'honneur à titre posthume le 18 novembre 1926 et cité à l'ordre de l'armée. Son portrait est visible en ligne[53].
                        - Anne-Marie (Anne-Marie-Françoise) Van der Cruisse de Waziers (1904-1993), fille de Pierre, née le 22 mai 1904 à Paris 7e et morte le 8 mars 1993 à Senarpont[54]. Mariée à Lignières-en-Vimeu le 20 juillet 1926 à Jacques de Boissard-Dary de Senarpont (1903-1974)[12].
                        - Jean-Louis Van der Cruisse de Waziers (1913-2005), comte romain, fils de Pierre, né à Lignières-en-Vimeu le 18 août 1913 et mort le 14 février 2005. Journaliste. Marié le 22 septembre 1938 à Berlencourt-le- Cauroy à Colette de Kergolay (1914-2009), fille d'Hervé (Charles-Louis-Hervé-Omer), capitaine de corvette et de Marie Van Cappel de Premont, née le 13 août 1914 à Berlencourt-le-Cauroy et morte en décembre 2009, inhumée le 14 décembre 2009 à Lignières-en-Vimeu. Les vitraux de l'église de Lignières ayant été détruits en 1944, le couple a financé de nouveaux vitraux , inspirés de ceux de l'église de Saint-léger-aux Bois[55].
                          - Marie-Françoise Van der Cruisse de Waziers (1939-   ), fille de Jean-Louis, née le 29 juin 1939 à Lignières-en-Vimeu, mariée le 30 juillet 1964 à Lignières-en-Vimeu à Bertrand de Méherenc de Saint-Pierre (1939-1987)[12].

                        - Arnould (Arnould-Pierre-Marie-Raphaël) Van der Cruisse de Waziers III (1916-1995), fis de Pierre, comte romaim, né le 9 février 1916 à Lignières-en-Vimeu et mort le 9 juillet 1995 au château du Fresnoy à Alincthun. colonel de spahis, chevalier de la Légion d'honneur, officier de l'Ordre national du Mérite, Croix de guerre 1939-1945. Il épouse le 16 octobre 1942 à Berlencourt-le-Cauroy, Geneviève de Kergorlay (1916-2014), sœur de Colette, mariée à Jean-Louis, son frère aîné (voir ci-dessus).
                        - Humbert Van der Cruisse de Waziers (1918-1944), fils de Pierre, né le 21 octobre 1918 à Lignières-en-Vimeu et mort tué le 27 août 1944 au Bourget, à l'âge de 25 ans. Elève à l'Institut Sainte-Geneviève et au Lycée louis-le-Grand, il obtient un baccalauréat en mathématiques, entre à l'lUniversité de Paris, en faculté des sciences. Le 1er janvier 1939, à 21 ans, il est engagé volontaire à l'intendance militaire de Versailles. Comme son frère aîné François, il est admis à Saint-Cyr (en septembre 1939), passe sous-lieutenant au 3e régiment de tirailleurs algériens le 6 avril 1940; placé en congé d'armistice le 20 novembre 1940, rappelé à l'armée d'armistice en janvier 1941. Un temps pressenti pour entrer dans l'enseignement militaire supérieur, il est affecté au régiment d'infanterie chars de marine, à l'époque régiment d'infanterie coloniale du Maroc, où il est lieutenant, débarque à Oran en octobre 1941; désigné pour l'Afrique-Occidentale française, il arrive à Dakar en septembre 1942. Ensuite affecté à un régiment de tirailleurs sénégalais, il est rapatrié sanitaire pour maladie en octobre 1943 en Afrique du Nord. Il entre dans l'Armée française de la Libération, dans la 2e division blindée, du général Leclerc (qui est son cousin) en tant que lieutenant. Il passe en Angleterre en avril 1944, débarque en Normandie en août 1944, participe à la Libération de Paris où il se distingue lors des combats de rue du 25 août 1944 et trouve la mort au combat au Bourget le 27 août. Son nom figure sur le monuments aux morts de Lignières-en-Vimeu; une plaque commémorative porte son nom dans l'église Saint-François-Xavier de Paris dans le 7e arrondissement de Paris. Chevalier de la Légion d'honneur, il a reçu la Croix de guerre avec palmes, et une citation à l'ordre de l'armée à titre posthume le 15 septembre 1944. Son portrait est visible en ligne[53].
                        - Charles (Charles-Albert-Hugues) Van der Cruisse de Waziers (1924-2013), fils de Pierre, né à Lignières-en-Vimeu le 11 novembre 1924 et mort le 30 août 2013 à Neuilly-sur-Seine[56], président, vice-président et administrateur de sociétés. Marié le 31 janvier 1948 à Ghislaine Bizot (1926-2003), fille d'Édouard, ingénieur et de Marguerite Gillet[12].

## Alliances
Les principales alliances de la famille Van der Cruisse de Waziers sont : de Lobel (1668), Vanacker (1710), Imbert (1741), Borrekens (1780), Le Mesre du Bruisle (1813), de Lencquesaing (1837), de Melun (1839), Moullart de Vilemarest (1839), du Passage (1866), de Hauteclocque (1890), de Sesmaisons (1898), de Boissard-Dary de Senarpont (1926), Pastré (1927), de Kergolay (1938 et 1942), Bizot (1948), de Méhérenc de Saint-Pierre (1964), de Vassart d'Andernay, Thierry d'Argenlieu (1979), de Mython d'Harcelines, des Boscs, de Lamberterie du Cros, Merle de La Brugière de Laveaucoupet, de Chefdebien Zagarriga, de Lantivy de Trédion, de Lascurain, de Boissieu, de Sauvan d'Aramon, de Gorguette d'Argœuves, de Ladoucette, etc.

## Propriétés
- Château de Lignières
- Château du Fresnoye
- Château du Sart à Villeneuve-d'Ascq ;  la demeure abritait la riche bibliothèque de la famille, détruite par les Allemands pendant la Première Guerre mondiale[57]. Le château était détenu par le comte Louis Van der Cruisse de Waziers (1820-1907) qui y avait également déposé une riche collection d'objets d'art et de tableaux[37]. La bibliothèque familiale avait fait l'objet d'un descriptif en 1839-1840 par l'archiviste Le Glay[58]. Cet auteur rappelle que l'ancien détenteur était Arnould van der Cruisse, qui, émigré, lègue le 19 mars 1793 sa bibliothèque à ses deux fils  Albert et Charles, afin d'éviter qu'à sa mort, les livres soient considérés comme biens d'émigré acquis à la nation. Le maire de Lille Gentil-Muiron joua un rôle central pour que les livres soient d'abord déposés dans un local de l'hôtel-de-ville où ils ont été conservés jusqu'en l'an XI. Les enfants Van Der Cruisse, encore mineurs, ont alors été remis en possession de la collection[59]. En 1931, ont eu lieu des ventes de manuscrits et d'incunables provenant de la bibliothèque familiale, la Bibliothèque nationale de France en a acheté au moins un[60].
- Hôtel Van der Cruisse de Waziers à Lille, inscrit au titre des Monuments historiques[61].

## Armes
Les armes de la famille se blasonnent ainsi : 
- D'azur à la croix ancrée et alaisée d'argent, accompagnée en chef de deux étoiles à cinq rais de même.[13]
- alias : D'azur à la croix alaisée d'argent au chef cousu chargé de deux étoiles de même.[5]
- alias :  D'azur à deux étoiles d'argent posées en chef, accompagnées en pointe d'une croix pattée du même.
- alias : D'azur à la croix pattée, surmontée de deux étoiles, le tout d'argent.[62]

## Divers
La famille s'était constituée au fil du temps une riche collection de tableaux, œuvres d'art, livres, manuscrits, détruite ou dispersée au fil du temps, dont un manuscrit sur parchemin de l'histoire romaine (Ab Urbe condita libri) de Tite-Live, traduite en français au XIVe siècle, la reliure portant les armes de la famille. L'ouvrage  a été acheté par la Bibliothèque nationale. Un autre manuscrit Histoire d'Alexandre le Grand, par Quinte-Curce, datant du XVe siècle, réalisé pour un duc de Bourgogne, ou un membre de sa cour avec une reliure aux armes de la famille a été adjugé 830 000 euros en vente publique.
Marguerite van der Cruisse de Waziers participe en 2004 au bal des débutantes se déroulant chaque année à Paris.